# COM Interop
COM Interop tillåter .NET-applikationer att bli exporterade som COM-objekt och interagera med ohanterad kod.
Målet med COM Interop är också att erhålla tillgång till exiterande COM-komponenter utan att behöva modifiera de existerande COM-komponenterna. Detta görs genom att göra .NET typer likvärdiga till COM typer. Utöver detta tillåter den också att COM kan ha tillgång till hanterad kod som om de vore COM-objekt.